# Strâmtura-Mitoc
Strâmtura-Mitoc – wieś w Rumunii, w okręgu Vaslui, w gminie Banca. W 2011 roku liczyła 172 mieszkańców.